# Eisenbahnmuseum Bochum

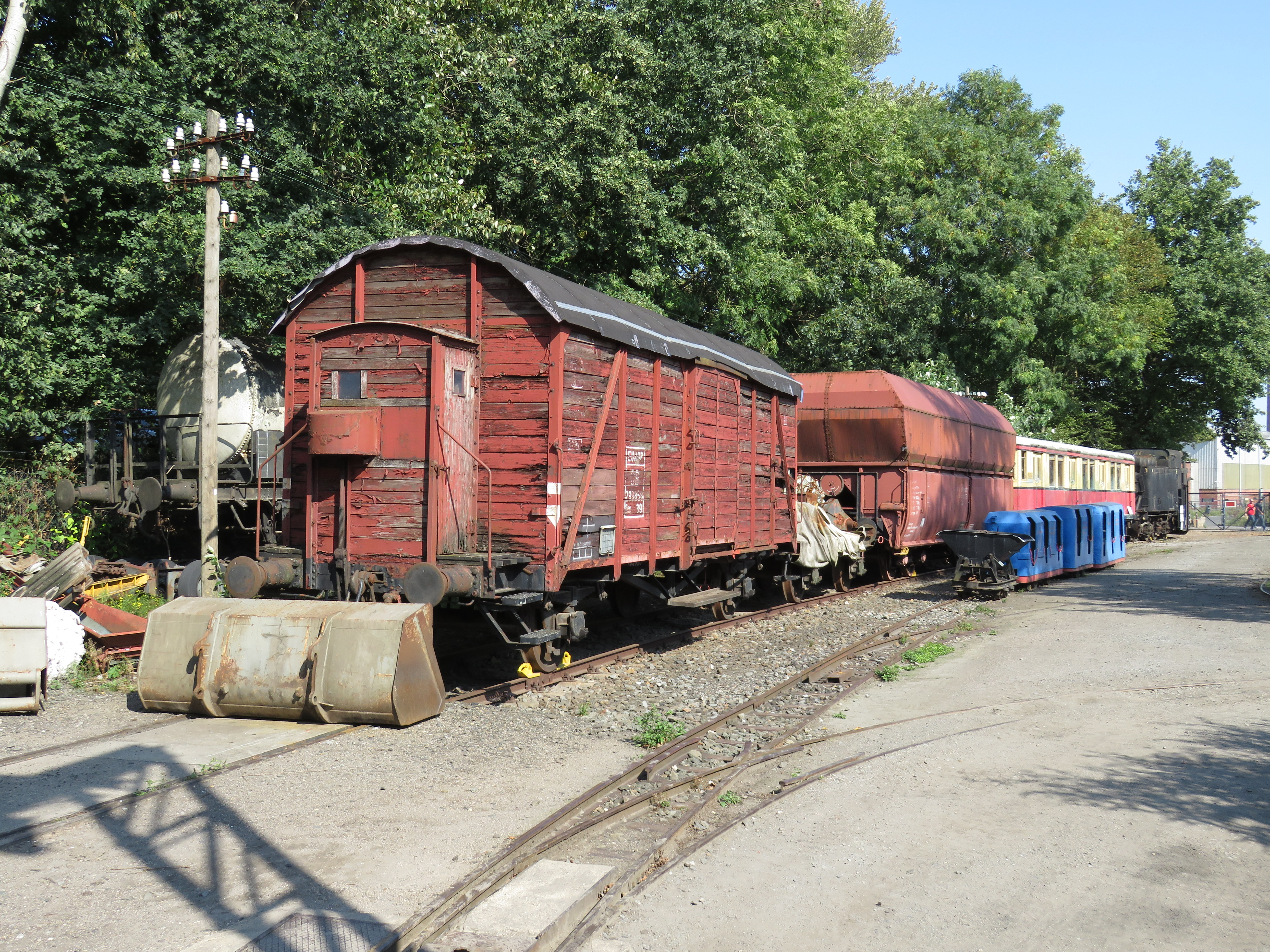
Eisenbahnmuseum Bochum

Het Eisenbahnmuseum Bochum (Spoorwegmuseum van Bochum) is een spoorwegmuseum in het zuidwesten van de Duitse stad Bochum. Het museum werd in 1977 geopend door de Deutsche Gesellschaft für Eisenbahngeschichte e. V. en wordt sinds 2011 beheerd door de Stichting Spoorwegmuseum Bochum. Met een oppervlakte van ongeveer 46.000 m² is het het grootste particuliere spoorwegmuseum van Duitsland.
Het middelpunt van het museum is de 14-standige locomotiefloods met een 20-meterdraaischijf, watertoren, werkplaatsen en locomotiefbehandelingssystemen zoals kolencentrale, waterkraan en zandtoren. Daarnaast zijn er nog twee tentoonstellingshallen met sporen op het terrein. Er is ook een operationeel veldspoor van 600 mm. Het gehele terrein van het voormalige depot is een monumentaal pand.
Het museum is een ankerpunt op de Route der Industriekultur.

## Geschiedenis
Het complex is als spoorwegdepot Bochum-Dahlhausen gebouwd in de jaren 1916-1918. Tot 1925 werden hier de locomotieven van  naburige depots onderhouden.
De belangrijkste dienst voor de stoomlocomotieven die hier werden gebruikt, was de dienst van de zware goederentrein, waarbij het kolenvervoer de overheersende rol speelde vanwege de steenkoolwinning in het Ruhrgebied. De goederentreinen die op het goederenstation werden samengesteld, moesten naar hun bestemmingsstations worden gereden, met in ruil daarvoor lege goederenwagens naar de mijnen.
Tijdens de Tweede Wereldoorlog werden veel stoomlocomotieven uit depot Dahlhausen / Ruhr ingezet aan het Oostfront. Ter vervanging hiervan werden locomotieven uit Frankrijk en België ingezet. De vloedgolf die een gevolg was van de verwoesting van de Möhnesee stuwdam veroorzaakte grote schade aan de spoorwegsystemen in het Ruhrgebied. De Duitse Wehrmacht blies, toen ze zich in 1945 moest terugtrekken, de Hattingen-spoorbrug, de Dahlhausen-spoorbrug en de Ruhrbrug bij Steele op. Dit resulteerde in aanzienlijke beperkingen voor het spoorwegbedrijf. Bovendien werd het depot van Dahlhausen verwoest door talrijke geallieerde bombardementen.
Na het einde van de oorlog was er een tekort aan steenkool en mankeerde er veel aan het materieel en het spoorwegnet. Vanwege het Wirtschaftswunder was er een groeiende behoefte aan vervoer en werden er hoge eisen gesteld aan de spoorwegen. Halverwege de jaren zestig kon het goederenstation Bochum-Dahlhausen nog steeds meer dan 2.000 goederenwagens per dag behandelen. Het gemiddeld aantal locomotieven was 50. In 1957 werkten 522 mensen in het depot, dat ook een reparatiehal omvatte voor defecte goederenwagons of goederenwagons die moesten worden geïnspecteerd. Ook in Wattenscheid-Eppendorf, dat ondergeschikt was aan het spoorwegdepot Bochum-Dahlhausen, vond een dergelijke reparatie van goederenwagens plaats. 
Eind jaren zestig was de kolenwinning in het Ruhrgebied onrendabel geworden en werden de mijnen gesloten. Dit betekende ook dat de locomotieven van spoorwegdepot Bochum-Dahlhausen niet langer nodig waren. Het depot werd op 1 augustus 1969 als zelfstandige dienst gesloten en een deel van de faciliteiten werd ontmanteld. De reparatie van de goederenwagons werd in 1982 stopgezet.
Vanaf 1968 herstelde de Duitse Vereniging voor Spoorweggeschiedenis het pand geleidelijk in de oorspronkelijke staat van het tijdperk van de stoomlocomotieven en maakte het in 1977 als museum toegankelijk voor het publiek. Sindsdien is het doel van het Spoorwegmuseum niet alleen geweest om voertuigen te behouden en te herstellen, maar ook om een typische spoorwegomgeving te creëren met passende gebouwen en technische systemen. Het voormalige depot Bochum-Dahlhausen, dat volledig door de Deutsche Bundesbahn werd verhuurd, biedt hiervoor de beste voorwaarden.
Van 3 tot 13 oktober 1985 vond onder het motto “Van de adelaar tot heden” een grote tentoonstelling van de Deutsche Bundesbahn in het naburige voormalige rangeerterrein in Bochum-Dahlhausen plaats, waarbij ook het Spoorwegmuseum werd betrokken.
Op 14 juli 2011 hebben de Duitse Vereniging voor Spoorweggeschiedenis en de stad Bochum de stichting Spoorwegmuseum Bochum opgericht, die sindsdien eigenaar is van de collectie. Sinds die datum heet het museum het Eisenbahnmuseum Bochum.

## Weblinks
- Beschrijving als deel van de Route der Industriekultur
- Eisenbahnmuseum Bochum
- Deutsche Gesellschaft für Eisenbahngeschichte e. V.
- Die Ruhrtalbahn